# Neruda Volley 2013-2014
Questa voce raccoglie le informazioni riguardanti il Neruda Volley nelle competizioni ufficiali della stagione 2013-2014.

## Stagione
La stagione 2013-14 è per il Neruda Volley, sponsorizzata dalla Volksbank Südtirol e con la denominazione della città di Bolzano, in cui gioca, è la prima in Serie A2: la squadra infatti è stata ripescata dalla Serie B1 a causa della mancanza iscrizione alla serie cadetta di alcune squadre; in panchina siede Fabio Bonafede, mentre, oltre alla conferma di alcune giocatrice, la rosa si arricchisce con l'arrivo di Francesca Gentili, Sara Menghi, Maria Luisa Cumino e Sha'Dare McNeal, quest'ultima ceduta a metà campionato e sostituita da Natal'ja Korobkova.
Il campionato inizia con due successi consecutivi, a cui fanno seguito però esclusivamente sconfitte, eccetto una sola altra vittoria, alla settima giornata, contro la Beng Rovigo Volley, chiudendo il girone di andata al nono posto, posizione non utile per essere ripescata nella Coppa Italia di Serie A2. Anche il girone di ritorno si apre con due successi, interrotti poi da uno stop contro la Pallavolo Scandicci: il resto della regular season è caratterizzato da risultati altalenanti che portano il club di Bronzolo a chiudere il campionato all'ottavo posto in classifica, venendo escluso dai play-off promozione.
Tutte le società partecipanti alla Serie A2 2013-14 sono qualificate alla Coppa Italia di categoria: l'avventura del Neruda Volley però termina subito, con l'uscita agli ottavi di finale, a causa della sconfitta per 3-0 sia nella gara di andata che in quella di ritorno contro il Promoball Volleyball Flero.

## Organigramma societario
Area direttiva
- Presidente: Rudy Favretto
- Vicepresidente: Tiziana Da Damos
- Consiglieri: Claudio Andreatti, Erna Dipoli, Gertraud Fink, Giovanni Filippi

Area organizzativa
- Team manager: Gertraud Fink
- Direttore sportivo: Cristina Sartori
- Dirigente: Angela De Bortoli, Khaoula Jelali, Claudia Nardon, Stefan Nones, Ivonne Scrinzi

Area tecnica
- Allenatore: Fabio Bonafede
- Allenatore in seconda: Ennio Comper
- Assistente allenatore: Luca Cubich
- Scout man: Marco Donzella

Area comunicazione
- Ufficio stampa: Paolo Florio

Area sanitaria
- Medico: Fabio Varesco
- Fisioterapista: Stephan Dal Ri

## Rosa
| N° | Nome               | Ruolo | Data di nascita  | Nazionalità sportiva |
| -- | ------------------ | ----- | ---------------- | -------------------- |
| 1  | Camilla Giora      | P     | 17 aprile 1992   | Italia               |
| 2  | Francesca Gentili  | C     | 28 marzo 1990    | Italia               |
| 3  | Giorgia Favretto   | C     | 24 febbraio 1993 | Italia               |
| 4  | Sara Ceron         | S     | 4 luglio 1993    | Italia               |
| 6  | Alessia Zancanaro  | L     | 23 aprile 1998   | Italia               |
| 7  | Maria Luisa Cumino | P     | 22 aprile 1992   | Italia               |
| 8  | Marta Medaglioni   | L     | 3 novembre 1986  | Italia               |
| 9  | Valeria Papa       | S     | 9 settembre 1989 | Italia               |
| 10 | Sara Bertolini     | C     | 10 maggio 1991   | Italia               |
| 11 | Sara Menghi        | C     | 18 maggio 1983   | Italia               |
| 12 | Djanet Fogagnolo   | S/O   | 23 aprile 1990   | Italia               |
| 13 | Noemi Porzio       | S     | 8 luglio 1984    | Italia               |
| 14 | Sha'Dare McNeal    | S/O   | 2 maggio 1991    | Stati Uniti          |
| 17 | Kathrin Waldthaler | S/O   | 19 febbraio 1990 | Italia               |
| 18 | Natal'ja Korobkova | S/O   | 7 aprile 1985    | Russia               |

## Mercato
| Acquisti | Acquisti           | Acquisti            | Acquisti   |
| R.       | Nome               | da                  | Modalità   |
| -------- | ------------------ | ------------------- | ---------- |
| S        | Sara Ceron         | Flero               | definitivo |
| P        | Maria Luisa Cumino | Asti                | definitivo |
| S/O      | Djanet Fogagnolo   | Trentino Rosa       | definitivo |
| C        | Francesca Gentili  | Robur Tiboni Urbino | definitivo |
| P        | Camilla Giora      | Trentino Rosa       | definitivo |
| S/O      | Natal'ja Korobkova | Primoročka          | definitivo |
| O        | Sha'Dare McNeal    | Texas               | definitivo |
| L        | Marta Medaglioni   | inattiva            | definitivo |
| C        | Sara Menghi        | Verona              | definitivo |
| S        | Noemi Porzio       | Collecchio          | definitivo |
| L        | Alessia Zancanaro  | giovanili           | definitivo |

| Cessioni | Cessioni        | Cessioni | Cessioni   |
| R.       | Nome            | a        | Modalità   |
| -------- | --------------- | -------- | ---------- |
| S/O      | Sha'Dare McNeal | ?        | definitivo |

## Risultati

### Serie A2

#### Girone di andata
| 1ª giornata - 20 ottobre 2013 PalaResia, Bolzano                   | Neruda       | 3 - 0 | Cadelbosco      | 25-19, 25-16, 25-19               |
| 2ª giornata - 27 ottobre 2013 PalaPozzillo, Sala Consilina         | Antares      | 1 - 3 | Neruda          | 26-24, 21-25, 14-25, 17-25        |
| 3ª giornata - 3 novembre 2013 PalaResia, Bolzano                   | Neruda       | 0 - 3 | Savino Del Bene | 20-25, 19-25, 20-25               |
| 4ª giornata - 24 novembre 2013 PalaRavizza, Pavia                  | Pavia        | 3 - 2 | Neruda          | 25-20, 25-23, 21-25, 24-26, 15-10 |
| 5ª giornata - 1º dicembre 2013 PalaResia, Bolzano                  | Neruda       | 1 - 3 | Pro Victoria    | 17-25, 27-29, 25-16, 18-25        |
| 6ª giornata - 8 dicembre 2013 Palazzetto dello Sport, San Casciano | San Casciano | 3 - 2 | Neruda          | 25-15, 19-25, 25-12, 23-25, 15-8  |
| 7ª giornata - 15 dicembre 2013 PalaResia, Bolzano                  | Neruda       | 3 - 0 | Beng Rovigo     | 25-14, 26-24, 25-12               |
| 8ª giornata - 22 dicembre 2013 PalaGeorge, Montichiari             | Flero        | 3 - 1 | Neruda          | 25-20, 17-25, 25-17, 25-21        |
| 9ª giornata - 26 dicembre 2013 PalaResia, Bolzano                  | Neruda       | 2 - 3 | Towers          | 25-20, 25-21, 24-26, 25-27, 7-15  |
| 10ª giornata - 6 gennaio 2014 PalaResia, Bolzano                   | Neruda       | 1 - 3 | Soverato        | 18-25, 25-23, 20-25, 21-25        |
| 11ª giornata - 12 gennaio 2014 PalaPuca, Sant'Antimo               | New Libertas | 3 - 0 | Neruda          | 25-19, 25-22, 25-22               |

#### Girone di ritorno
| 12ª giornata - 26 gennaio 2014 PalaRivalta, Reggio nell'Emilia   | Cadelbosco      | 1 - 3 | Neruda       | 26-24, 26-28, 22-25, 18-25        |
| 13ª giornata - 2 febbraio 2014 PalaResia, Bolzano                | Neruda          | 3 - 1 | Antares      | 25-19, 25-23, 21-25, 25-20        |
| 14ª giornata - 9 febbraio 2014 Palazzetto dello Sport, Scandicci | Savino Del Bene | 3 - 0 | Neruda       | 25-15, 25-18, 25-22               |
| 15ª giornata - 16 febbraio 2014 PalaResia, Bolzano               | Neruda          | 3 - 0 | Pavia        | 25-17, 27-25, 25-20               |
| 16ª giornata - 1º marzo 2014 Palazzetto dello Sport, Monza       | Pro Victoria    | 2 - 3 | Neruda       | 22-25, 25-23, 25-15, 22-25, 15-17 |
| 17ª giornata - 9 marzo 2014 PalaResia, Bolzano                   | Neruda          | 1 - 3 | San Casciano | 23-25, 18-25, 25-23, 18-25        |
| 18ª giornata - 16 marzo 2014 Palazzetto dello Sport, Rovigo      | Beng Rovigo     | 2 - 3 | Neruda       | 22-25, 19-25, 25-23, 25-22, 13-15 |
| 19ª giornata - 23 marzo 2014 PalaResia, Bolzano                  | Neruda          | 2 - 3 | Flero        | 25-23, 27-25, 18-25, 14-25, 13-15 |
| 20ª giornata - 29 marzo 2014 PalaCampagnola, Schio               | Towers          | 1 - 3 | Neruda       | 14-25, 25-16, 20-25, 17-25        |
| 21ª giornata - 6 aprile 2014 PalaScoppa, Soverato                | Soverato        | 3 - 0 | Neruda       | 25-12, 25-14, 25-17               |
| 22ª giornata - 13 aprile 2014 PalaResia, Bolzano                 | Neruda          | 3 - 0 | New Libertas | 25-17, 25-18, 25-19               |

### Coppa Italia di Serie A2

#### Fase a eliminazione diretta
| Ottavi di finale (andata) - 10 novembre 2013 PalaResia, Bolzano       | Neruda | 0 - 3 | Flero  | 22-25, 17-25, 27-29 |
| Ottavi di finale (ritorno) - 16 novembre 2013 PalaGeorge, Montichiari | Flero  | 3 - 0 | Neruda | 25-11, 25-22, 25-21 |

## Statistiche

### Statistiche di squadra
| Competizione             | Punti | In casa | In casa | In casa | In trasferta | In trasferta | In trasferta | Totale | Totale | Totale |
| Competizione             | Punti | G       | V       | P       | G            | V            | P            | G      | V      | P      |
| ------------------------ | ----- | ------- | ------- | ------- | ------------ | ------------ | ------------ | ------ | ------ | ------ |
| Serie A2                 | 32    | 11      | 5       | 6       | 11           | 5            | 6            | 22     | 10     | 12     |
| Coppa Italia di Serie A2 | -     | 1       | 0       | 1       | 1            | 0            | 1            | 2      | 0      | 2      |
| Totale                   | -     | 12      | 5       | 7       | 12           | 5            | 7            | 24     | 10     | 14     |

G = partite giocate; V = partite vinte; P = partite perse

### Statistiche dei giocatori
| Giocatore     | Serie A2 | Serie A2 | Serie A2 | Serie A2 | Serie A2 | Coppa Italia di Serie A2 | Coppa Italia di Serie A2 | Coppa Italia di Serie A2 | Coppa Italia di Serie A2 | Coppa Italia di Serie A2 | Totale | Totale | Totale | Totale | Totale |
| Giocatore     | P        | PT       | AV       | MV       | BV       | P                        | PT                       | AV                       | MV                       | BV                       | P      | PT     | AV     | MV     | BV     |
| ------------- | -------- | -------- | -------- | -------- | -------- | ------------------------ | ------------------------ | ------------------------ | ------------------------ | ------------------------ | ------ | ------ | ------ | ------ | ------ |
| S. Bertolini  | 17       | 87       | ?        | ?        | ?        | 1                        | 3                        | 2                        | 1                        | 0                        | 18     | 90     | ?      | ?      | ?      |
| S. Ceron      | 12       | 38       | ?        | ?        | ?        | 2                        | 6                        | 5                        | 1                        | 0                        | 14     | 44     | ?      | ?      | ?      |
| M. Cumino     | 22       | 49       | ?        | ?        | ?        | 2                        | 5                        | 2                        | 0                        | 3                        | 24     | 54     | ?      | ?      | ?      |
| G. Favretto   | 1        | 0        | 0        | 0        | 0        | 2                        | 0                        | 0                        | 0                        | 0                        | 3      | 0      | 0      | 0      | 0      |
| D. Fogagnolo  | 8        | 11       | ?        | ?        | ?        | 0                        | 0                        | 0                        | 0                        | 0                        | 8      | 11     | ?      | ?      | ?      |
| F. Gentili    | 18       | 100      | ?        | ?        | ?        | 2                        | 3                        | 2                        | 0                        | 1                        | 20     | 103    | ?      | ?      | ?      |
| C. Giora      | 10       | 1        | ?        | ?        | ?        | 2                        | 0                        | 0                        | 0                        | 0                        | 12     | 1      | ?      | ?      | ?      |
| N. Korobkova  | 9        | 147      | ?        | ?        | ?        | -                        | -                        | -                        | -                        | -                        | 9      | 147    | ?      | ?      | ?      |
| S. McNeal     | 4        | 59       | ?        | ?        | ?        | 2                        | 17                       | 12                       | 3                        | 2                        | 6      | 76     | ?      | ?      | ?      |
| M. Medaglioni | 22       | 2        | ?        | ?        | ?        | 2                        | -                        | -                        | -                        | -                        | 24     | 2      | ?      | ?      | ?      |
| S. Menghi     | 22       | 234      | ?        | ?        | ?        | 2                        | 18                       | 13                       | 4                        | 1                        | 24     | 252    | ?      | ?      | ?      |
| V. Papa       | 22       | 378      | ?        | ?        | ?        | 2                        | 31                       | 25                       | 2                        | 4                        | 24     | 409    | ?      | ?      | ?      |
| N. Porzio     | 22       | 282      | ?        | ?        | ?        | 2                        | 10                       | 8                        | 1                        | 1                        | 24     | 292    | ?      | ?      | ?      |
| K. Waldthaler | 18       | 10       | ?        | ?        | ?        | 2                        | 5                        | 4                        | 1                        | 0                        | 20     | 15     | ?      | ?      | ?      |
| A. Zancanaro  | -        | -        | -        | -        | -        | -                        | -                        | -                        | -                        | -                        | -      | -      | -      | -      | -      |

P = presenze; PT = punti totali; AV = attacchi vincenti; MV = muri vincenti; BV = battute vincenti